# Каппелло, Ветторе
Ветторе Каппелло (вен. Vettor Cappello, ок. 1400, Венеция — 13 марта 1467, Негропонте) — венецианский торговец, государственный и военный деятель, занимавший должность главнокомандующего венецианским флотом в начале Первой турецко-венецианской войны (1463—1479).

## Ранние годы
Ветторе Каппелло родился в семье Джорджио Капелло и Коронеи Ландо. Точная дата его рождения неизвестна, но, согласно эпитафии, он скончался в возрасте 63 лет, а на службу в Балла де Оро (младшее подразделение венецианского флота) поступил в 1420 году в возрасте 20 лет. Его семья активно занималась торговлей, и Ветторе, вероятно, принимал активное участие в продвижении коммерческих интересов своей семьи: вместе с братьями он имел торговых агентов в Брюгге и Лондоне в течение десяти лет начиная с 1431 года и являлся патроном (ответственным за оснащение и комплектацию торговой галеры) в муде, ежегодном торговом конвое во Фландрию в 1428, 1438 и 1441 годах.

## Политическая и военная карьера
Каппелло начал свою политическую карьеру в октябре 1439 года, когда он был избран комиссаром во морским делам Венецианской республики. Его срок продолжался до марта 1440 года, а в октябре Ветторе был избран повторно. В 1443 году он занимал должность в канцелярии и капитана торгового судна в Романию (Константинополь и Чёрное море). Помимо этого в 1442—1443 годах он занимал несколько других должностей: капитан конвоя в Модон и на Варварийский берег, капитана галеры в сторожевом флоте Залива в Адриатике. Весной 1444 года Ветторе командовал двумя галерами, которые доставляли в Венецию Марию Арагонскую, в дальнейшем невесту Лионелло д’Эсте, маркиза Феррары. В августе того же года он был избран в Венецианский сенат, а в 1447 году в Совет десяти. В сентябре следующего года Каппелло избрали в чрезвычайную комиссию при Сенате, где он служил вплоть до марта 1449 года после чего был избран «Капитаном залива».

### Капитан залива
7 апреля 1449 года Ветторе получил свои приказы, которые первоначально включали лишь обычные задачи по патрулированию Адриатики. Однако произошедшие в других местах Средиземноморья события вскоре изменили его миссию. 26 апреля он получил новые инструкции, согласно которым должен был приступить к аннексии графства Кефалонии и Закинфа, переговоры о передаче которых с правящей семьёй Токко уже были в самом разгаре. Но после прибытия Каппелло на Корфу правление республики изменила свой курс и, опасаясь длительных войн с Османской империей, решило лишь установить протекторат над этими землями, а не включать их в состав государства. Представитель Токко, Джакомо Россо, неоднократно просил помощи со стороны венецианского флота в борьбе против турок, но каждый раз получал отказ отчасти потому, что в июне флот Каппелло был вовлечён в короткий в конфликт между Венецианской республикой и королём Неаполя Альфонсо Арагонским. Действия флота во главе с Каппелло во время этой войны достаточно слабо задокументированы: в начале конфликта, когда в Венеции ещё находился новый морской капитан-генерал Альвизе Лоредан, капитан залива совершал рейды на берега Неаполитанского королевства. В августе он получил приказ следить за входом в пролив Отранто и мешать любым арагонским судам, которые попытаются действовать в этом районе. Затем вместе с Лореданом Ветторе проводил атаку на Мессину. В сентябре-ноябре его отправили сопровождать возвращающийся из Фландрии торговый конвой. При этом, хотя в начале декабря сенат собирался назначить Каппелло на дополнительный срок, в середине месяца по неясной причине он вернулся с кораблями в Венецию и провёл демобилизацию.

### Служба в Ломбардии
В феврале 1450 года Ветторе вновь получил должность капитана залива, но отказался приступить к выполнению своих обязанностей и получил замену. Поскольку на тот момент возобновление давнего конфликта с Миланским герцогством было уже не избежать, в мае его отправили в качестве «капитано» (военачальника) в Брешию. Здесь Ветторе активно участвовал в возведении новых и ремонте старых укреплений и подготовке крепости к обороне против потенциального противника. В декабре он участвовал во встрече с другими венецианскими материковыми губернаторами в Креме, обсуждая координирование обороны границы по направлению к реке Адда и коммуне Бергамаско. В апреле-сентябре 1451 года Каппелло занимался активным ремонтом укреплений Азолы, снабжением Ривальты людьми и вооружением, обеспечением Брешии зерном, а также регулярной выплатой жалования солдатам, чтобы уменьшить дезертирство.

## Семья
В 1436 году Ветторе женился на Лючии Кверини, с которой имел шестерых детей, которых звали Андреа, Лоренцо, Паоло, Альвизе, Елена и Паолина.

### Книги
- Martin Thomas. Alessandro Vittoria and the Portrait Bust in Renaissance Venice : Remodelling Antiquity. — UK ed. — Oxford: Clarendon Press, 1998. — XVII, 194 p. — (Clarendon studies in the history of art). — ISBN 01-981-7417-9. — ISBN 978-01-98-17417-2.
- Setton, Kenneth M. The Papacy and the Levant (1204–1571), Volume II: The Fifteenth Century. — Philadelphia : The American Philosophical Society, 1978. — ISBN 0-87169-127-2.
- Stahl Alan M[нем.]. Michael of Rhodes : Mariner in Service to Venice // The Book of Michael of Rhodes : A Fifteenth-Century Maritime Manuscript / ed. by Pamela O. Long. — Cambridge, MA: MIT Press, 2009. — Vol. III : Studies. — P. 35—98. — 384 p. — ISBN 978-0-262-12308-2.

### Статьи
- Giannasi Laura di. Cappello, Vettore // Dizionario biografico degli italiani (итал.) / Direttore: Alberto Maria Ghisalberti. — Roma: Istituto della Enciclopedia italiana, 1975. — Vol. 18 : «Canella — Cappello».